# Durbaniopsis
Durbaniopsis là một chi bướm ngày thuộc họ Lycaenidae.

## Các loài
- Durbaniopsis saga (Trimen, 1883)